# Duża Wólka
Duża Wólka – wieś w Polsce położona w województwie dolnośląskim, w powiecie polkowickim, w gminie Grębocice.

## Podział administracyjny
W latach 1975–1998 miejscowość administracyjnie należała do województwa legnickiego.

## Zabytki
Do wojewódzkiego rejestru zabytków wpisany jest:
- zespół pałacowy, z 1570 r., przebudowany w pierwszej połowy XIX w.:
  - pałac w Dużej Wólce z XVI wieku
  - park